# Sukasari Kaler
Sukasari Kaler is een bestuurslaag in het regentschap Majalengka van de provincie West-Java, Indonesië. Sukasari Kaler telt 3370 inwoners (volkstelling 2010).